# Inukami!
Inukami! (いぬかみっ!, litt. Dieux chiens !) est une série de light novels écrite par Mamizu Arisawa (en) et illustrée par Kanna Wakatsuki. La série commence à être prépubliée dans le volume 17 du magazine d'ASCII Media Works Dengeki hp (aujourd'hui disparu) le 18 avril 2002. La série tourne autour de Yōko, une Inugami (déesse chien), et de son maître Keita Kawahira, qui combattent divers esprits maléfiques. Plusieurs autres inukami jouent un rôle important aux côtés de Yōko, en particulier celui de Kaoru Kawahira.

## Personnages
Yoko (ようこ, Yōko)
Doublage par Yui Horie (japonais)
Keita Kawahira (川平啓太, Kawahira Keita)
Doublage par Jun Fukuyama (japonais)
Shirō Karina (仮名史郎, Karina Shirō)
Tomekichi (留吉)
Hake (はけ)
Kaoru Kawahira (川平薫, Kawahira Kaoru)
Doublage par Yuki Kaida (japonais)
Hakusan Meikun

## Manga
Une adaptation manga illustrée par Mari Matsuzawa a été pré-publiée dans le défunt magazine shōnen manga Dengeki Comic Gao! entre le 27 octobre 2005 et le 27 février 2008, publié par MediaWorks. Les chapitres du manga ont été rassemblés en six volumes reliés publiés par ASCII Media Works sous leur label Dengeki Comics entre le 27 mars 2006 et le 27 mai 2008.